# 性教育

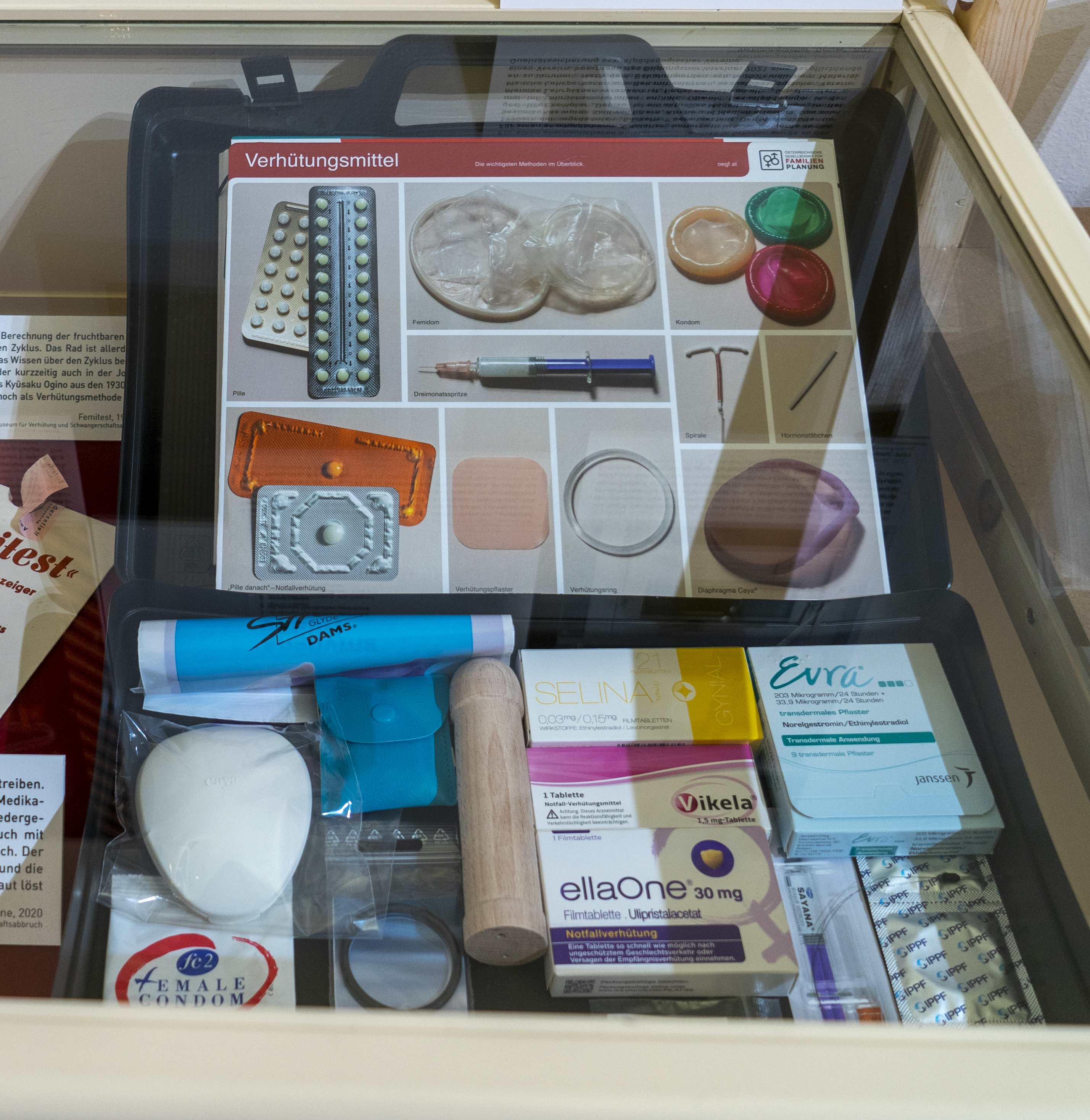
教育ツールの一例。性教育の際に避妊法を説明するために使われる小冊子 (オーストリア、ウィーン、ヨーゼフシュタット地区博物館)

性教育（せいきょういく、英語: Sex education）とは、性別や性器、性交、生殖（妊娠や避妊）、男女の体のしくみ、恋愛感情や性的指向、性同一性等の自己の性にかかわる事柄に対する考え方、それによって影響される態度や行動の仕方等のセクシュアリティ全般、人間と性について行われる教育全般を意味する言葉である。

## 概要
狭義には家庭や学校における教育を指し、広義には仲間同士のコミュニケーションや学び合い、様々なメディアを通しての情報のやり取り等も含まれる。
Leepson は性教育を、性的な反応と生殖に関する生理学的、心理学的、社会学的な様々な側面についての指導と捉えている。Kearney は性教育を、「人間としての個人と社会制度としての家族を最もよく守ることができるような社会的に望ましい態度・習慣・個人的行動を、子どもや大人に身に付けさせるよう計算されたものであり、学校による包括的な（目標達成のための）活動指針を含む」と定義している。よって性教育は「セクシュアリティ教育」とも表現され、家族計画、生殖（受精、受胎、胚・胎児の発育から出産まで）に関する情報に加え、身体イメージ、性的指向、性的快楽、価値観、意思決定、コミュニケーション、交際、人間関係、性感染症とその予防方法、避妊法など、セクシュアリティのあらゆる側面に関する情報も含めた教育が盛り込まれている。
性教育の様々な側面は、生徒の年齢やタイミングに合わせ、子どもたちの理解力に応じて、学校で教育が行われることが適切だと考えられている。Rubin と Kindendall は、性教育とは、単に生殖の話やどのように赤ちゃんを妊娠し誕生するかを教えるだけではなく、むしろ、子どもたちが現在と将来の生活に性をより有意義に取り入れるのを助け、子どもたちが完全に成熟するまでに、性のほぼ全ての面について、ある程度の基本的な理解を与えるという、はるかに幅広い範囲と目標を持っていると述べている。
心理学者の青野篤子は、「性教育において最も重要なことは、知識を与えることではなく、自分の意志に基づいた行動選択ができるようにすることである。」と述べている。

### 性教育の方向性
浅井春夫は、性教育を「セクシュアリティをめぐる社会の動向を反映し再生産するもの」と位置づけ、性教育の現状の方向性を3つ挙げている。
近年は 3 の方向性の性教育が求められているが、性について、セクシュアリティについて、何をどの年齢で教えるかについては議論が噴出している。特に、「コンドームの装着方法、ピルの推奨、性的マイノリティに関する知識、快楽やコミュニケーションとしての性行為」などを性教育の中で教えることに対しては、「過激な性教育」「行き過ぎた性教育」という反発、性教育バッシングが少なくない。日本、アメリカ、イギリスといった性教育に対する保守派の活動が盛んで、保守的な性教育が行われている国では、若者の性感染症や中絶が多いことが指摘されている。

### 性教育のフレーム
現在行われている性教育には様々なフレームがある。福永玄弥によると、東アジアで用いられてきたフレームには「純潔教育」「道徳教育」「性教育」「人権教育」「包括的セクシュアリティ教育」「男女平等教育」「ジェンダー教育」「ジェンダー平等教育」等がある。性教育のあり方は流動的で多様であり、こうした様々なフレームに基づいて多様な性教育が行われ、性教育をめぐる闘争が行われてきた

### 開始年齢
女子が思春期を迎える年齢は8歳から13歳、男子は9歳から14歳である。保健の専門家たちは、どのような性教育が発達段階にふさわしいかについてコンセンサスを示しており、アメリカ疾病予防管理センターの思春期・学校保健部門のディレクター、キャスリーン・イーシアーは「どの年齢でも、自分の体に何が起こっているのかを理解することが大切」だと述べ、小学2年生までに、性器に関する用語を含め、医学的に正確な用語を使えるようにする必要があるという、コンセンサスに沿ったガイドラインを示している。ユネスコの『国際セクシュアリティ教育ガイダンス（2018年1月改訂）』では性教育の開始は5歳からで、女性の性の保護や性的マイノリティの人権保護で世界的に先進的なオランダでは、性教育の開始は4歳である（初等教育は4-12歳）。

## エビデンス
包括的性教育と避妊具を入手可能な環境を組み合わせることで、10代の若者の意図しない妊娠の割合が減少することが実証されている。包括的な性教育プログラムと禁欲主義性教育（純潔教育）のプログラムを比較したメタアナリシスでは、禁欲主義のプログラムは妊娠の可能性を減少させず、むしろ増加させた可能性があることが示された。多くの研究が、コンドームや避妊に関する正確な情報を提供するカリキュラムは、意図しない妊娠や性感染症を減少させるだけでなく、若者の危険な性行動の減少につながることを示している。一方、禁欲主義性教育の効果は示されていない。
国連人口基金（UNFPA）は「2010年のレビューでは、『ジェンダーに焦点を当てた』カリキュラム、つまりジェンダー平等を学習教材に組み込んだカリキュラムは、ジェンダーを考慮しないプログラムよりも、危険な性行動を減らす上で大幅に効果的であることがわかった」としている。また、性交開始の年齢が後ろにずれること、コンドームの使用、避妊の実践は、若者がジェンダーの役割について平等主義的な考えを持った結果であることが、調査で示されており、このような人々は暴力的な性関係に陥る可能性が低く、HIVを含む性感染症や意図しない妊娠の割合が低いこともわかっている。
権利とジェンダーの問題に重点を置くことで、これらの教育プログラムは、ジェンダーに基づく暴力やいじめを減らし、学校をより安全な場所にし、若者が自らの権利を主張できるよう支援し、ジェンダー平等を促進するのに役立っている。
「性的健康への介入（支援）は、青少年の意見を取り入れてデザインされたものはほとんどない。青少年は、性教育は、解剖学や（こうしなければこんなひどい目にあうという）脅しを強調せずに、もっと肯定的であるべきであり、性的関係における建設的な話し合いのスキルやコミュニケーションに焦点を当てるべきで、青少年がよく訪れる場所（例えば、学校のトイレやショッピングセンターなど）で、性的健康の相談所の詳しい情報を伝えるべきだと提案している」。
また、アメリカのレビューは「圧倒的なエビデンスの重みは、避妊について議論する性教育が性行為を増加させないことを示している」と結論づけている。2007年の調査では「包括的プログラムは、性行為の開始を早めたり、性行為の頻度を増加させることはなかった。」「包括的プログラムは、男女ともに、すべての主要な民族グループに対して、性的に未経験の10代と経験済みの10代に対して、様々な環境・コミュニティにおいて効果があった」ことを示した。
より包括的な性教育が行われることで、性感染症や妊娠率は低下する。また、性教育の内容によって、子どもたちの意識が異なることもわかっている。オランダの性教育カリキュラムとアメリカの性教育カリキュラムの比較によると、（より包括的な性教育が行われている）ヨーロッパとオランダの10代の若者は、（あまり包括的な性教育が行われていない）アメリカの10代の若者よりも、平均して高い年齢で性交渉を行っている。オランダの10代の若者が積極的かつ同意の上で最初の性体験をしたと報告しているのとは対照的に、性的にアクティブなアメリカの10代の若者の66％は、最初の性体験をもっと待てばよかったと報告している。
オランダでは、10代の若者の10人に9人が初めての性体験の際に避妊をしており、これが妊娠率や性感染症の感染率の低下に寄与している。小学校程度から始まるより包括的な性教育は、性の多様性への理解、デートや親密なパートナーからのDVの防止、健全な人間関係の構築、児童性的虐待の防止、社会的・情緒的な学びの向上、メディアリテラシーの向上につながった。

## 性教育の国際指針と包括的性教育
インターネットの急速な普及で、子どもたちが性情報に曝されるようになり、各国が性教育の国際指針を取り入れた性教育実践を進めている。1999年に世界性科学会（World Association of Sexology）が性の権利宣言を出し、これ以降、多様な国際機関が性や性教育に関する指針を出している。
パン・アメリカン保健機関（PAHO）と世界性科学会（WAS)が WHO と共同で、2000年に『セクシュアル・ヘルスの推進・行動のための提言』を作成、行動戦略の一つに「包括的性教育をすべての人々に提供する」ことを挙げた。包括的性教育（comprehensive sexuality education（CSE））は、アメリカではHIVの予防や10代の予期せぬ妊娠・中絶を減らすことを直接的な目的に始まった。
2009年には、UNESCO等が「国際セクシュアリティ教育ガイダンス」を出しており、5-8 歳、9-12 歳、12-15 歳、15-18 歳の発達段階ごとに学習目標が設定された。包括的性教育プログラムによる教育を受けた生徒と受けていない生徒の性行動調査の報告も掲載されている。女子栄養大学の橋本紀子は、このガイダンスは、「「禁欲主義教育（純潔教育）」に対抗し、グローバルに性教育を普及させるために、広範な合意を得られる「性の不健康の防止」に重点を置かざるを得ない側面がありました。」と述べている。
2010年には、WHOヨーロッパ地域事務所（WHO加盟の欧州とイギリス、中央アジアを含む53カ国をカバー）とドイツ連邦健康啓発センターによって「ヨーロッパにおけるセクシュアリティ教育スタンダード 政策者、教育・健康機関および専門家のための枠組み」が出された。これはより「セクシュアリティの局面を全方位的にとらえ、セクシュアリティを誕生から人間の生涯にわたる「人格と性の成長・発達」として、とらえ、彼らの性教育プログラムを「Holistic Sexuality Education（ホリスティックな性教育） と表現」しており、「これまでより関係性の側面を重視し、人格的な結びつきを強調するもの」となっている。
この2つが国連諸機関の言う包括的性教育の普及に大きく貢献し、オーストラリア、ニュージーランド、カナダ、民主党政権の米国、南アフリカ共和国、東アジア、南アジアの国々（中国、台湾、韓国、タイ等）でも取り組まれるようになった。 男女間での性に関する知識やスキルについてだけでなく、ジェンダーや性的指向の多様性、人権、幸福を学ぶ概念としての包括的性教育が普及しつつある。
2009年のUNESCOらのガイダンスは2018年1月に改訂され、ジェンダーの理解や価値、文化などの側面が強化され、欧州のスタンダードに近づいた。8領域の広い射程からセクシュアリティを捉え、性行為や避妊の方法だけでなく、友情や恋愛などに関する人間関係やジェンダー論まで、包括的な内容となっている。
国連人口基金（UNFPA）は2014年に「包括的性教育運用のためのガイダンス- 人権とジェンダーに焦点をあてて」を出しており、包括的性教育を推奨している。UNFPAによると、包括的性教育とは次の通りである。
人権問題、ジェンダーの平等、ジェンダーの役割は、こうした議論のあらゆる側面に組み込まれるべきであり、これには、人権の保護、充実、エンパワーメント、ジェンダー差別の影響、平等とジェンダーに対する配慮の重要性、ジェンダー役割の根底にある考え方が含まれるとしている。性的虐待、ジェンダーに基づく暴力、有害な慣習も議論されるべきである。これらにより、若者たちは自分自身の行動に責任を持ち、他者の権利を尊重するために必要なライフスキルを学ぶことになるという。
包括的性教育は、「若者が自分のセクシュアリティと健康について、十分な情報を得た上で決定できるようにするものである。これらのプログラムは、ライフスキルを身につけ、責任ある行動を促すものであり、人権の原則に基づいているため、人権、ジェンダー平等、若者のエンパワーメントの推進に役立つ。」

## 性教育プログラムの検証
オーストラリアやイギリス、アメリカの一部の学校では、10代の妊娠を防ぐ目的で、子育ての実際を教えるために、生徒がリアルな赤ちゃんロボットを預かり、ミルク、おむつなどの世話するプログラムが行われているが、それが実際に期待通りの効果を上げたかについての研究はほとんどなく、10代の妊娠の減少という目的に効果があるという証拠はほとんどない。ランセット誌に掲載された2016年のオーストラリアでの研究では、プログラムに参加した女子の10代での妊娠率は17％、参加しなかった女子は11％で、わずかではあるが統計的に有意な差が見られ、目的とは逆の結果が示された。サリー・ブリンクマン准教授は、「10代の若者は脆弱な集団であり、彼らを対象とした介入ベースのプログラム、特に人生に影響する可能性のある10代の妊娠のようなものに対処するプログラムは、常に確実な証拠に裏付けられるべきである」「私たちの研究が示したのは、たとえ非常に善意に満ちたプログラムであっても、予期せぬ結果をもたらす可能性があるということだったと思う。だからこそ、研究は非常に重要なのだ。オーストラリアは10代の妊娠率がOECD加盟国21カ国の中で6番目に高く、この問題の一因となるプログラムに資金を提供すべきではない。」と述べ、赤ちゃんロボットを世話するプログラムは生徒たちにとって魅力的でやりがいを感じていると思われ、赤ちゃんロボットを返却する際に非常に動揺し、中にはカウンセラーが必要になる女子もいたと指摘している。こうした研究結果にもかかわらず、このプログラムを引き続き行っている学校もあり、赤ちゃんロボット RealCare Baby の製造元によると、2019年時点でアメリカの学区の3分の2で使用されている。
イギリスでは、10代の妊娠、薬物使用等の減少のための青少年育成プログラムの有効性を評価するため、専門家によって10代の妊娠、薬物乱用、学校からのドロップアウトのリスクがある、または脆弱であるとみなされた13-15歳の若者を対象に、54の青少年サービス施設で、介入性・薬物教育を含む集中的で多要素の青少年育成プログラム（Young People's Development Programme：YPDP）と標準的な青少年教育との前向き比較研究が行われた。主なアウトカム指標は18ヵ月後時点での、妊娠、週1回の大麻使用、月1回の飲酒などで、結果は、介入群の女子は比較群の女子よりも妊娠を報告することが多く（16％対6％）、介入群の女子はまた、早期の異性間の性体験（58％対33％）および10代で親になるという予測（34％対24％）をより多く報告しており、介入が異性経験の遅延や妊娠、飲酒、大麻使用の減少に効果的であるという証拠は認められなかった。悪影響が示唆された結果もあった。方法論的な限界によって結果の一部は説明できるかもしれないが、それらしい原因としては、参加者がよりリスクの高い仲間と出会い、問題児というレッテルを貼られたと感じたことが考えられる。プログラム内の性教育は比較的小規模で施設により実施内容にはばらつきがあり、また、性教育から生じる害のエビデンスは少なく、性的な行動に関する結果がプログラム内の性教育に起因する可能性は低い。この実証プログラムは 2004 年から 2007 年まで実施された。

## 各国の性教育

### アメリカ

#### キリスト教と純潔教育
アメリカ合衆国では1980年代半ばから、性病やエイズ感染症の予防からコンドームの使用指導をしていた。しかし1990年代初めより、キリスト教右派の「絶対禁欲性教育」が導入された。結婚するまで絶対にセックスをしてはならず、妊娠の医学的仕組み、避妊の仕方も教えてはならないというもの。ブッシュ政権は莫大な資金援助をしたが、避妊を教えた場合は助成金を打ち切った。その結果、一部の州で未成年者の性病罹患と妊娠が急増した。
アメリカ心理学会の研究では、「包括的性教育」の有効性が示されているとした。包括的・総合的な性教育の有効性は、査読誌の記事の複数によって明白であるとする一方、「絶対禁欲性教育」は深刻な危険があるとの指摘がなされている。
ハーバード大学の18-25歳を対象にした「思いやりの常識化」調査では、若者の3分の1が性的同意について親と話し合ったことがない。一方、コロンビアの大学調査ではセックスの誘いを断ることを学んだ学生はレイプの被害が半数になる。小児から体のつくりを教わり触れられることの自己決定や他者尊重を学ぶ性教育は、加害者化も被害者化を防ぐことに有効であることが分かっている。しかし1990年代以降、性教育を行う際の性的自己抑制を義務づける法律が28州で成立したことで包括的性教育に取って変わられた問題がある。ポルノが非現実的なものとして理解していく「ポルノリテラシー」教育も新しい教育方法として試みられている。

### イギリス
イギリスでは中等学校（11歳から16歳）での性教育が1994年より義務化された。イギリスの10代少女の妊娠数は1960年代終わりから1970年初頭にかけて正式統計で年間13万件以上、実数は20万とも30万とも言われるほど多く、学業の継続困難から安定した職業に就くことも出来ず、貧困問題とも結びついて社会問題化していた。また1980年代後半におこった性感染症とエイズの問題が性教育の必要性を後押ししたとされ、その後10代の妊娠は少しずつ減っていった。

### フランス
フランスではどのような相手でも体の大切な部分を触らせない教育の重要性を説いている。

### 北欧
2007年のTIME誌によると、デンマークでは性教育を特定のクラスに限定せずに、必要な際には授業のあらゆるカリキュラムにおいて話し合われるとしている。スウェーデンでも同様で、性教育は1956年以降必修であり、7歳から10歳のときに始まるとしている。フィンランドでは15歳時に学校でパンフレットやコンドームなどの入ったパッケージを渡されるという。スウェーデンでは17歳で性体験をする人が多いとされ、それは15年前と変わらないとしている。

### 日本
日本では2021年時点で、包括的性教育は導入されていない。日本では性教育というと、一般的に妊娠、避妊、性感染症といった内容を思い浮かべる人が多いが、これらは性教育のごく一部であり、日本の小中学校で教えている性教育の内容は限定的で、生徒は学校ではセクシュアリティについて十分に学ぶことはない。
日本の小中学校の学習指導要領には、小学校5年生の理科で「受精に至る過程は取り扱わない」、中学校1年生の保健体育科で「妊娠や出産が可能となるような成熟が始まるという観点から、受精 ・妊娠を取り扱うものとし、妊娠の経過は取り扱わない」という一文があり、これにより教師が児童・生徒に性行為について教えることができず、「はどめ規定」と呼ばれている。小中学校の生徒への性教育は表面的・断片的なものに留まり、自分の体のことを自分で決める権利、 「性と生殖に関する権利」について知る機会がない。国際NGOプラン・インターナショナルのユースグループは、日本の不十分な性教育では、青少年の妊娠や避妊についての本質的な理解が阻まれており、性的な事柄を理解し身を守るすべを身につけることができないと批判している。